# Денунцијација
Денунцијација (лат. denuntiatio) , наговјештавање, објава, изјава.

## Значења
- Пријава, потказ(ив)ање кога властима или полицији,
- Јавно критиковање, оптужба некога који се сматра штетним по друштво.[4]

## Још значења
Денунцирати је добило негативну конотацију и значи нешто прљаво и покварено. Денунцијант је човјек склон потказивању, пријављивању. Лош човјек.